# Traductions de Pinocchio
Les nombreuses traductions de Pinocchio ne sont pas toutes des traductions intégrales. Le Pinocchio de Carlo Collodi, avec ses 36 chapitres, peut faire quelques centaines de pages en version intégrale. De nombreuses publications, et en de multiples langues, sont des textes édulcorés « d'après Collodi ». C'est souvent le sort des mythes populaires lorsque le héros de l'histoire acquiert une vie propre, indépendamment de son auteur et du texte original. Un personnage mythique comme celui de Pinocchio laisse ainsi des ouvertures vers des suites, des réécritures, des traductions libres, des réinventions et des transpositions qui sont très nombreuses.
Quelques traductions en différentes langues :

## Latin
Les Aventures de Pinocchio ont été traduites en latin au moins à deux reprises. 
- La traduction du père Enrico Maffarini, Pinoculus, liber qui inscribitur « Le Aventure di Pinnochio » autore C. Collodi in latinum sermonem conversus ab Henrico Maffarini, Florence, Marzocco, 1950. On y trouve une préface de Giovanni Battista Pighi suivie d'une note du traducteur, plus, en annexe, un « Dictionnaire particulier de Pinocchio » comportant 102 entrées, sans parler des notes de bas-de-page pour les passages difficiles. Ce fut un succès de librairie qu'il fallut rééditer deux fois en quelques mois. Elle fut ensuite rééditée aux États-Unis, Pinoculus: the Latin version of Pinocchio, New York, S. F. Vanni, 1953, avec une introduction et des notes en langue anglaise par Olga Ragusa.

- Une deuxième traduction en latin fut réalisée par Ugo Enrico Paoli, Pinoculus latinus, di un luminare nel campo della filologia greco-romana, Florence, Le Monnier, 1962. Mais il s'agit d'une traduction sans introduction ni notes, et surtout incomplète, de nombreux passages étant seulement résumés et plusieurs chapitres manquant totalement (5, 6, 9, 21, 25 et 30), avec cependant des illustrations en noir et blanc de Piero Bernardini.

## Français
Les Aventures de Pinocchio ne furent traduites en langue française qu'au tout début du XXe siècle. La première version française paraît en 1902 :
Carlo Collodi, Les Aventures de Pinocchio : Histoire d'une marionnette, illustrations d'Enrico Mazzanti et Giuseppe Magni, traduction autorisée d'après la 17e édition italienne par Emilio, Paris, Tramelan L. A. Voumard, 1902.
Mais Pinocchio n'obtient un succès en librairie qu'à compter de sa parution chez Albin Michel, en 1912. Cette traduction est insérée vers 1940 dans la collection de la Bibliothèque rose de l'éditeur Hachette. La traduction est réalisée par la « comtesse de Gencé », de son véritable nom Marie-Louise Pouyollon, née Blondeau (1872-1965). Cette traduction a ensuite été reprise par de nombreux autres éditeurs, à quelques retouches mineures près[réf. nécessaire].
- Nicolas Cazelles ;
- Isabelle Violante ;
- Jean-Paul Morel ;
- Nathalie Castagné ;
- Claude Poncet ;
- Paul Guiton ;
- Jacqueline Bloncourt-Herselin ;
- Henri Louette ;
- M. A. Flaix de Roudière (trad. 1950)
- Claude Sartirano[2].

## Anglais britannique
La première traduction publiée en anglais date de 1891.
- Carol della Chiesa

Carlo Collodi, The adventures of Pinocchio, traduction de Carol della Chiesa, illustrations de Carlo Chiostri, Giunti, Florence, Paperback, 2000  (ISBN 8-8090-1816-8).
- Ann Lawson Lucas : Senior lecturer en langue et littérature italienne à l'université de Hull en Grande-Bretagne. Elle a écrit l'édition suivante qui fait autorité par ses notes et son dossier critique :

Carlo Collodi, The Adventures of Pinocchio, traduction avec introduction et notes par Ann Lawson Lucas, Oxford University Press, World's Classics, Oxford, 1996  (ISBN 0-1928-2340-X).
- Emma Rose

Carlo Collodi, Pinocchio, traduction de Emma Rose, illustrations de Sara Fanelli, Walker Books, London, Hardcover, 2003  (ISBN 0-7445-8632-1), 192 pages.

## Anglais américain
La première traduction en anglais américain est publiée en 1898.
- James Teahan

Carlo Collodi, The Pinocchio of Carlo Collodi, traduction de James Teahan, Schocken Books, New York, 1985  (ISBN 0-8052-3912-X), 206 pages
- M. L. Rosenthal

Carlo Collodi, The authentic story of Pinocchio of Toscany, traduction de M. L. Rosenthal, illustrations de Roberto Ciabani, Crystal Publication (CA), Paperback, 2002  (ISBN 0-9610-8207-0), 143 pages
- Nicolas J. Perella

Carlo Collodi, The adventures of Pinocchio/Le avventure di Pinocchio, traduction de Nicolas J. Perella avec introduction et notes (édition bilingue anglais/italien), University of California Press, Berkeley, 7,9 × 5 pouces, Paperback, 1991  (ISBN 0-5200-7782-2), 506 pages.

## Allemand
Première traduction en 1905.

## Éditions multilingues
Trilingue
Carlo Collodi, Pinochju, traduction du professeur Ghjacumu Fusina (édition trilingue français/italien/corse), Éditions Sammarcelli, Biguglia (Corse), broché, 24 × 16 cm, 2001  (ISBN 2950271170), 383 pages.
Bilingues
Carlo Collodi, Les aventures de Pinocchio/Le avventure di Pinocchio, traduction d'Isabelle Violante (édition bilingue français/italien), présentation, chronologie, notes, dossier et bibliographie par Jean-Claude Zancarini, Flammarion, Paris, 11 × 18 cm, collection : Édition bilingue avec dossier no 1087, 2001  (ISBN 2080710877), 350 pages.
Carlo Collodi, The adventures of Pinocchio/Le avventure di Pinocchio, traduit par Nicolas J. Perella avec une introduction et des notes (édition bilingue anglais/italien), University of California Press, Berkeley, 7,9 × 5 pouces, Paperback, 1991  (ISBN 0-5200-7782-2), 506 pages.